# Samsung Galaxy Young 2
Samsung Galaxy Young 2 - бюджетный смартфон от Samsung Electronics, который был выпущен в июне 2014 года. Как и все другие смартфоны Samsung Galaxy, Galaxy Young работает под управлением мобильной операционной системы Android. Он оснащен 3,5-дюймовым сенсорным TFT LCD экраном. Модель SM-G130H поддерживает две сим-карты. Многие пользователи считают возможности устройства базовыми, рассматривая его как смартфон для детей или подростков, у которых это первый смартфон.

## Спецификации
Устройство работает под управлением Android 4.4.2 KitKat с TouchWiz от Samsung. пользовательским интерфейсом Essence. Он оснащен одноядерным процессором с частотой 1 ГГц и 512 МБ оперативной памяти..

## Смотрите также
Samsung Galaxy Fame

## Внешние ссылки
- samsung.com — официальный сайт Samsung Galaxy Young 2